# Eucanuella reticulata
Eucanuella reticulata är en kräftdjursart som beskrevs av Soyer 1969. Eucanuella reticulata ingår i släktet Eucanuella och familjen Cerviniidae. Inga underarter finns listade i Catalogue of Life.